# Joseph Tarrab
Joseph Tarrab (en arabe : جوزف طراب) né à Beyrouth en 1943, mort le 1er janvier 2025,, dans la même ville, est un critique d'art libanais, journaliste et auteur de plusieurs ouvrages consacrés à des peintres et sculpteurs libanais. Il est Officier de l'Ordre des Arts et des Lettres.

## Biographie
Il est issu de la communauté juive libanaise ; il demeure au Liban pendant la guerre du Liban à la différence de la plupart des juifs libanais, qui font durant cette période le choix de l'émigration. Il est le petit-fils d'un rabbin de la communauté juive de Beyrouth, Youssef Tarrab, qui lui-même avait refusé de quitter le Liban pendant la guerre de 1975-1990.
Il suit des études universitaires à l’École supérieure des lettres et à l’Université Saint-Joseph de Beyrouth, puis à Paris, où il prépare un doctorat en économie et rédige des études de démographie sous la direction d'Alfred Sauvy. Dans les années 1960 il était marxiste et engagé en faveur de la cause palestinienne,.
De retour au Liban, il couvre l'actualité artistique en tant que journaliste pendant plus de trois décennies, puis enseigne à l'université, et fonde en 2009 une galerie d'art, appelée Maqam.
Il a été acteur de théâtre au Liban dans les années 1960.
Il a fait une donation de 6 000 ouvrages à l'Université Saint-Esprit de Kaslik.
Joseph Tarrab est inhumé dans le cimetière juif de Ras el-Nabeh  à Beyrouth.

## Journalisme
Il est critique de cinéma dès 1963 au journal Le Soir, puis il écrit des articles politiques dans Le Jour; il écrit également dans L’Orient littéraire.
De 1972 à 2004, Joseph Tarrab est critique d’art à L’Orient-Le Jour, issu d'une fusion en 1970 de L'Orient et du Jour.

## Acteur de théâtre
Il a joué dans Arlequin serviteur de deux maîtres, pièce mise en scène par Anne-Marie Dehaye, dans La Visite de la vieille dame mise en scène par Yves Turquier, dans la pièce « Le Maître », mise en scène par Roger Assaf, dans Qabaday du dramaturge Jalal Khoury,. Il a joué dans Le Père de Strindberg (en français), mise en scène par Berg Vazlian, et dans Faust (au côté de Jalal Khoury), mise en scène par Berg Vazlian au Centre Goethe,.

## Galerie d'art Maqam
En 2009, Joseph Tarrab ouvre une galerie d'art avec Saleh Barakat (en), qui dirige par ailleurs la galerie d’art Agial, fondée en 1990. Le nom « maqam » fait référence à une organisation des échelles mélodiques dans la musique arabe ; le terme signifie aussi « piédestal », ou ce qui porte une œuvre d’art. La galerie est située rue Al Mkhallasiya, dans le quartier de Beyrouth appelé village Saifi (en).
L'objectif de J. Tarrab et S. Barakat est d'aller à l'encontre d'une représentation erronée de l'histoire de la peinture libanaise qui fait commencer l'art moderne libanais après la guerre du Liban, dans les années 1990 ; cette représentation inexacte aurait été favorisée par la renommée internationale d'artistes conceptuels libanais comme Walid Raad et Akram Zaatari — selon les fondateurs de la galerie —, ainsi que par des organisations comme Ashkal Alwan et la Fondation arabe pour l’image. Joseph Tarrab et Saleh Barakat veulent restaurer des pans de l'héritage pictural libanais qui se constitue dès le XIXe siècle, occulté en raison de la guerre et du relatif abandon dans lequel se trouvent la critique d'art et l'historiographie de l'art libanais.
La première exposition de Maqam, en 2009, s'intitule « Paysages, paysages urbains » et retrace les grands courants de la peinture libanaise du XXe siècle, depuis les années 1930.
En 2010 la galerie propose une rétrospective de l'œuvre de l'artiste libanaise Saloua Raouda Choucair, née en 1916.
En 2010 également, la galerie propose une exposition intitulée « Music in my ear » sur les rencontres entre musique et peinture.

## Ouvrages
- Joseph Tarrab, Paul Guiragossian, Beyrouth, Emmagoss, 1982, 283 pages ; le livre est consacré au peintre arménien, palestinien et libanais Paul Guiragossian, (1926-1993).
- Joseph Tarrab, The Art of Madi, Londres, Saqi Books, 2004 ; le livre est consacré au sculpteur et graveur libanais Hussein Madi (en) (1938-2024).

- Joseph Tarrab, Madi : Sculptures, 1969-2009 : Bronze, Cire, Plâtre, Terre cuite, Bois, Carton, Fer galvanisé, Fer forgé, Beyrouth, éditions de la Librairie Antoine, 2009 / « Wrought Iron » Essay. In Madi Sculptures 1969 - 2009, 201 pages (livre consacré au sculpteur et graveur libanais Hussein Madi, 1938-2024).
- Joseph Tarrab, Jamil Molaeb. Xylographies-Woodcuts, 1980-2014, éditions L'Orient-Le Jour, 2014, édition bilingue français-anglais[11],[12] : le livre est consacré à l'artiste libanais Jamil Molaeb (en) (né en 1948).
- Joseph Tarrab, Missak Terzian, 25 ans de peinture. Métamorphoses, éd. Terres du Liban, 2005, 124 pages ; le livre est consacré à Missak Terzian (en), artiste libano-américain d' origine arménienne (né en 1949).
- Joseph Tarrab, Mohammed Al-Haffar. Sculpteur 1929 - 1993, Tripoli, Presses de l'Université de Balamand, 2010 ; le livre est consacré au plasticien libanais Mohammed Al-Haffar (1929-1993)[13],[14].
- Joseph Tarrab, Raouf Rifai, éd. Sab International, 2015, 210 pages.

## Distinction
Joseph Tarrab est élevé au rang d'officier de l'Ordre des Arts et des Lettres, et reconnu comme « un homme de culture et de lettres jouant un rôle majeur sur la scène culturelle libanaise et dans sa promotion à travers le monde ».